# Катарина Штурценегер
Катарина Клара Штурценегер (Catharina Clara Sturzenegger, 5. децембар 1854, Спајхер — 11. октобар 1929, Цирих) била је швајцарска публицисткиња и болничарка, члан швајцарског Црвеног крста. Године 1912. као и у периоду од 1914—1915. боравила је у Србији као ратни извештач и добровољна болничарка. Своје успомене из тог периода објавила је у шест књига о Србији.

## Биографија
Катарина Клара Штурценегер рођена је 5. децембра 1854. године у Спајхеру (Speicher) у Швајцарској, као шесто дете у сиромашној породици фармера и ткача Јохана Улриха и његове жене Ане Барбаре, рођене Колер, ћерке локалног фабриканта. Са шест година прешла је да живи код тетке, али је морала поред школских обавеза и да ради како би се допунио кућни буџет. Сав новац који је зарађивала узимала је тетка, па Клара већ са 12 година бежи од куће и запошљава се у фабрици, а зарађени новац шаље мајци.
Године 1872. упркос немаштини уписује Учитељски факултет у Берну, на коме је школовање трајало је две године. Одмах по завршетку школовања почиње да ради као наставница и наредних осам година овај посао обавља у школама у Кандергрунду (Kendergrund), Рамзену (Ramsen) и Маглингену (Magglingen). Од наставничке каријере морала је да одустане због здравствених проблема, када оболева од тифуса, а затим доживљава и несрећу са коњем и колима.
После несреће добија место шефа поште у Волфхалдену (Wolfhalden), где остаје наредне две године, а затим прелази на исто радно место у пошти у Грубу (Grub). Као шеф поште ради све до 1899. године, када прелази у Берн, где се запошљава као руководилац штампарије. На том послу остаје све до 1903. године, када започиње њен мисионарски рад у Црвеном крсту. Током службовања у Волфхалдену започиње и њена борба за правду и радничка права. Залаже се за повећање броја радника, боље плате и постаје један од пионира у борби за измене закона о државним пензијама.

## Новинарска каријера
Новинарску каријеру Катарина Клара Штурценегер започиње током службовања у Волфхалдену. Писала је под псеудонимом К. Албертини, а касније К. Штурценегер како би сакрила чињеницу да је женско. Први објављени чланци односили су се на права радника. Међутим, почетни ентузијазам нестао је чим је откривено да иза тих текстова стоји жена, што је наишло на осуду околине. Писала је за скоро све швајцарске новине, била уредник новина у Цириху и Вирцбургу, а бавила се и фотографијом, што јој је касније било од велике користи. За своје текстове Катарина добија награде, а њена књига „Кратка историја Швајцарске” (Kurzgefasste Schweizergeschichte), добија многе похвале, између осталих и на националној изложби у Женеви 1896. године и Светској изложби у Паризу 1900. године.

## Рад у Црвеном крсту Швајцарске
Упознавши Анри Динана, швајцарског филантропа и оснивача Црвеног крста, Катарина постаје ватрени поборник његових идеја, па постају лични пријатељи и она пише прву Динанову биографију. Године 1901. присуствовала је свечаности на којој је Динану додељена Нобелова награда за мир.

### Катарина Штурценегер у руско-јапанском рату
По избијању руско-јапанског рата Катарина Штурценегер, по Динановој жељи, одлази у Јапан, где борави од 1904. до 1908. године као хуманитарни радник и ратни извештач, ширећи идеју мисије Црвеног крста. Инспирацију за хуманитарни рад на ратом захваћеним подручјима пронашла је и у делатности Флоренс Најтингејл. Стигавши у Јапан суочава се са чињеницом да јој у традиционалном Јапану, као жени, није дозвољено да се бави ни једном делатношћу због које се тамо обрела. Зато у Токију покреће школу немачког језика и обилази војне болнице, како би се упознала са радом јапанског Црвеног крста. Своја искуства описала је у књизи „Поред рањеника у Токију, сећање на руско–јапански рат”. По повратку у Швајцарску Клара Штурценегер организује бројне хуманитарне акције и прикупљање хуманитарне помоћи за Јапан и Јапански народ.

### Катарина Штурценегер у Србији
Катарина Клара Штурценегер је, уз Арчибалда Рајса, најпознатија Швајцаркиња која је у тешким данима 1914. и 1915. године притекла у помоћ Србији. Током ангажовања у циришком Црвеном крсту Катарина упознаје своју имењакињу, Српкињу Катарину Јовановић, историчарку, хуманитарну радницу, између осталог и ћерку једног од најзачанијих српских фотографа, Анастаса Јовановића. Из овог познанства проистекло је интересовање Штурценегерове за Србију и збивања на Балкану почетком 20. века, па се у време Балканских ратова (1912−1913) прикључује Швајцарској мисији Црвеног крста, као болничарка и ратни дописник из Србије.
Катарина је у Србији боравила два пута. Први пут у време Балканских ратова, а зазим и током Првог светског рата, већ у доби од 60 година, од августа 1914. до пролећа 1915. године.

#### Балкански ратови
У време балканских ратова Катарина Штурценегер је први пут дошла у Србију и то по препоруци циришке секције Црвеног крста. Неко време провела је у Београду обилазећи болнице и радећи са турским и бугарским заробљеницима. Ту се заразила дизентеријом, али је одмах по оздрављењу наставила са својим хуманитарним радом у београдским болницама, касарнама и школама које су биле адаптиране у болничке сврхе. Тада је обишла 1, 5, 7. и 15. резервну болницу, затим руску, енглеску, холандску и аустријску санитетску мисију, као и пољски одсек Руског црвеног крста. У својим сећањима из тог периода она истиче стручност српских лекара, њихову предусретљивост и благонаклоност, затим дисциплинованост и трпељивост српских рањеника и посебно пожртвованост и родољубље српских жена.

#### 1914—1915
Од августа 1914. до пролећа 1915. године Катарина Штурценегер борави као представник Црвеног крста Швајцарске и медицински стручњак, најпре у Нишу, потом у Крагујевцу и Београду, да би се поново вратила у Ниш. Као медицински стручњак највише је допринела током епидемије пегавог тифуса, када је боравила у Нишу са распоредом у Првој резервној болници на Црвеном крсту, у којој, заједно са лекарима и чланицама Кола српских сестара, ради на пријему и превијању рањеника.
Као представник швајцарског Црвеног крста и велики следбеник Анри Динана била је уједно и извештач који бележи сва дешавања о ратним збивањима. За разлику од Јапана, у Србији је могла слободно да учествује у збрињавању болесника и прати дешавања на бојиштима. Све догађаје и важне личности фотографисала је и оставилан за собом фотографије које су сада вредни документи. Писала је само о догађајима којима је лично присуствовала, ширећи истину о ономе што се у то време дешавало на тлу Србије. Своје прве утиске о Нишу забележила је у Писмима са Балкана, а касније своја сведочења овековечила је у шест књига на преко 700 страна, писаних на немачком и француском језику и са неколико стотина фотографија. У својим књигама Катарина Штурценегер високо је оценила рад српског санитета, стручност и хуманост лекара, човекољубље и оптимизам, упркос страдањима. Била је ганута тужним судбинама избеглог народа, посебно рањеника, инвалида, растурених породица и изненађена моралним и правним кодексом у третману непријатељских заробљеника који су били добро храњени и лечени са српским војницима у истим болницама.
Катарину Штурценегер посебно је интересовала правна и морална страна понашања и боравка Аустроугарске и Бугарске војске на окупираним територијама, а посебно њихов однос према становништву. Аустроугарску, а затим и немачку и Бугарску оптужила је за три прекршаја међународног права:
1. За злочине које су њихове војске извршиле над цивилним становништвом и ратним заробљеницима у време офанзиве на Србију 1914, а затим и 1915. године;
2. За депортацију неборачког становништва коју су Аустроугарске војне власти извршиле у привремено окупираним крајевима Србије 1914. године, а које је масовно умирало по импровизованим логорима, без санитетског старања и под суровим поступцима логорских власти;
3. За употребу дум-дум муниције (чак и на цивилном становништву).[9]

По повратку у Швајцарску Клара Штурценегер организује бројне хуманитарне акције и прикупљање хуманитарне помоћи за Србију и Српски народ под окупацијом и школовање седамнаест српских ђака и студената, који су се као избеглице школовали у Швајцарској.

## Захвалност Србије
Катарина Штурценегер умрла је 11. октобра 1929. године. Сахрањена је у близини Динановог гроба у Цириху. У знак захвалности за све што је учинила за српски народ Краљевина Југославија је сносила трошкове њене сахране.

## Одликовања
- За књигу о својим искуствима у руско-јапанском рату „Поред рањеника у Токију, сећање на руско–јапански рат” награђена је медаљом јапанског Црвеног крста.[5]
- За заслуге учињене Србији принц Александар Карађорђевић одликовао је Клару Штурценегер орденом Светог Саве 4. реда.[1]

## Књиге о Србији и Балкану
Клара се током боравка у Србији упознала са српским народом и његовом борбом. Након повратка у домовину своја сећања објавила је у неколико књига о Србији и српском народу, на око 700 страница и са неколико стотина фотографија.
- Србија 1912-1913. Српски и међународни Црвени Крст за време балканских ратова (Цирих, 1914)
- Србија на крају 1915 (Цирих, 1915)
- Србија у европском рату 1914-1915 (Цирих, 1916)
- Светлост у заплетима Балкана (Цирих, 1917)
- Србија у рату 1914-1916 (Нешател-Париз, 1916)
- Васкрс Србије (Берн-Берлин, 1920)[8]

До сада су на српском објављене књиге:
- Србија у рату 1914-1916 (Дечије новине, Горњи Милановац, 1989 и Прометеј, Нови Сад, 2014)[11] и
- Србија у европском рату 1914-1915 (Академска књига, Нови Сад, 2009)

у новосадском часопису „Дневник” током 2014. године објављивани су мемоари Катарине Штурценегер у фељтону „Швајцаркиња на балканском фронту”. Сведочења Катарине Кларе Штурценегер спадају међу најважније радове и документа у нашој и страној литератури о ратним злочинима које је у Србији извршила Аустро-Угарска војска. Према вредности стоје раме уз раме са радовима Арчибалда Рајса, затим француског новинара Анри Барби и холандског лекара Арион ван Тиенховен.
Својим публицистичким радом веома много је допринела да се чује истина о зверствима окупатора, о херојској борби српске војске и хуманом односу Србије према заробљеницима. О делима Катарине Штурценегер и њиховом значају за српски народ академик Владимир Стојанчевић, у поговору књизи Србија у рату 1914—1916 каже: „Оно што је написала представљало је својевремено велики пледоаје политички, правни и морални за ствар српског народа у Првом светском рату, као што и данас значи једну опсежну документацију од великог културно-историјског значаја... она је пружила аутентична сведочанства о организацији и делатности српске санитетске службе и о раду Црвеног крста — домаћег и међународних мисија, сведочанства која су данас готово једина, па отуда и веома драгоцена.”

## Утицај на савремену културу
О улози Катарине Штурценегер, али и других жена, у Великом рату говори и монодрама „Челичне ратнице - Жене добровољци у Првом светском рату” која је изведена децембра 2014. године у Историјском музеју Србије, у пратећем програму изложбе „Србија 2014”. Поред Катарине Штурценегер ова монодрама преноси и сведочења Милунке Савић, Василије Вукотић, Милице Марка Миљанова Поповић, Антоније Јаворник, Флоре Сендс, Надежде Петровић, Делфе Иванић, Елси Инглис, Диане Будисављевић, Зорице Саре Митић, Софије Јовановић, Милеве Марић Ајнштајн, Жане Меркус, Мери Гелдвин и других жена добровољаца које су у Првом светском рату учествовале као војници, хуманитарне раднице и болничарке... Монодрама је реализована у извођењу, режији и по тексту Јелене Миле. Текст је стваран на основу оригиналних записа, аутентичних изјава и одломака из биографија конкретних ратница.